# Рывеем (месторождение)
Месторождение реки Рыве́ем — крупное по запасам месторождение россыпного золота в нижнем течении одноимённой реки у побережья Чукотского моря в пределах Иультинского района Чукотского АО России.

## Геологическая характеристика
Рывеемское месторождение является гетерогенной россыпью прибрежных равнин, которая образовалась в результате речной эрозии и морской абразии аллювиальных россыпей при неоднократном перемещении береговой линии в кайнозое. Аналогичные россыпи встречаются на побережье Ном на Аляске (США).
Попутно залегают месторождения агата и горного хрусталя.

## История открытия и развития месторождения
В 1961 году геолого-разведочной партией под руководством Владимира Петровича Полэ в районе реки Пильхинкууль было открыто богатое месторождение золота, которое сразу было вовлечено в эксплуатацию. Одновременно с расширением разработки открытых запасов продолжался поиск этого металла на территориях, прилегающих к новообразованному прииску Полярный. Он увенчался успехом — летом 1965 года на берегу Ледовитого океана, в долине реки Рывеем, в 30 км севернее Полярного было открыто ещё одно перспективное месторождение драгоценного металла. На базе этого месторождения было принято решение об организации ещё одного прииска и одноимённого посёлка — Ленинградский.
В апреле 1968 года был создан Полярнинский горно-обогатительный комбинат, который и стал отрабатывать оба месторождения.

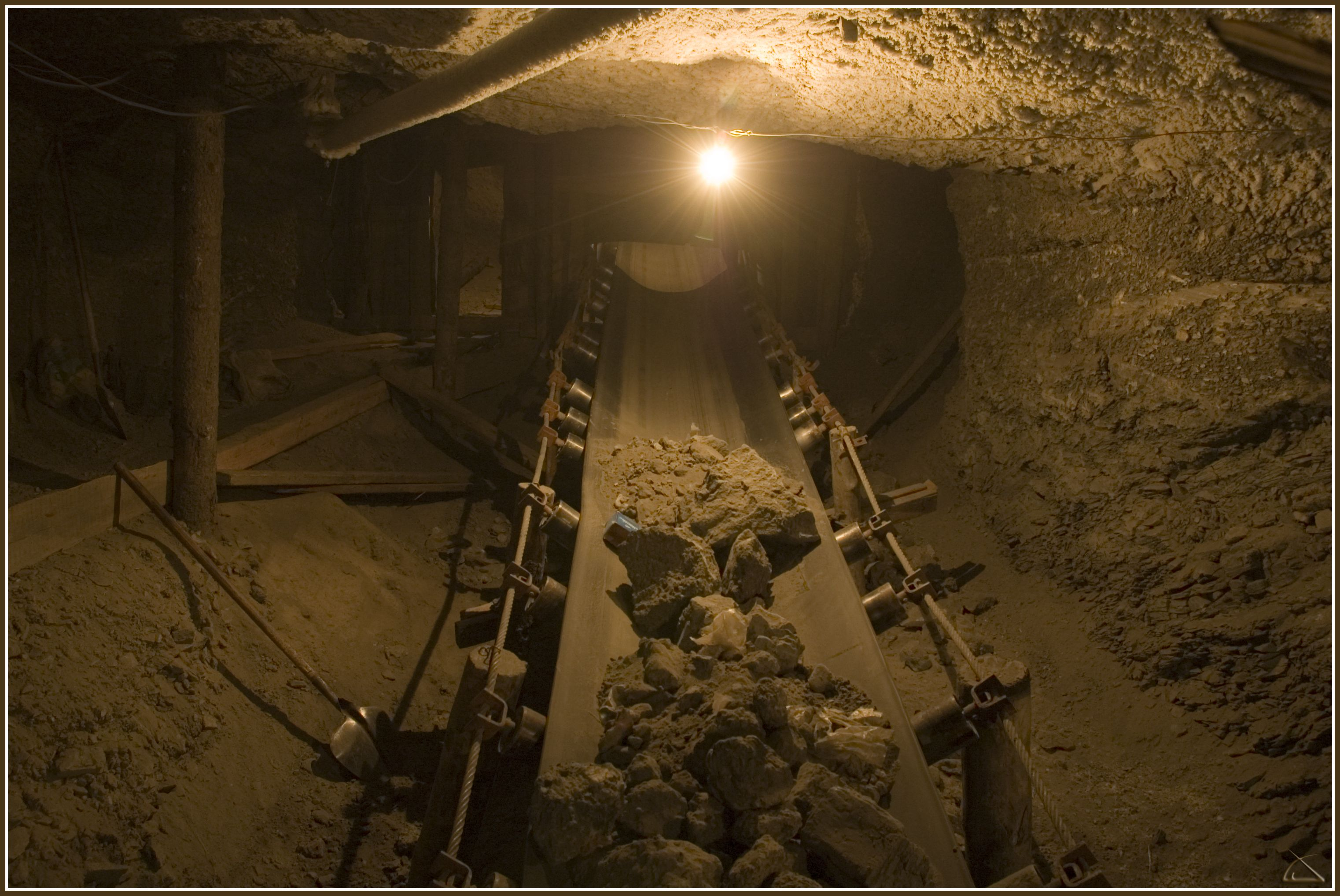
Шахта на Рывеемском месторождении

На первом этапе Рывеемское месторождение разрабатывалось в основном подземным способом, и к 1978 году уровень добычи золота достиг 17 тонн. Самым удачным оказался участок на ручье Русловой, где суточный съём металла доходил до 200 кг. В дальнейшем наиболее богатые шахтные поля повторно отработали открытым способом, извлекая по нескольку тонн золота ежегодно. Всего к 1995 году на Рывеемском узле добыли около 250 тонн золота, при этом переработано более 250 млн куб. горной массы.
К середине 1990-х гг. все участки с высоким содержанием золота были отработаны, Полярнинский ГОК хозяйственную деятельность прекратил. На сегодняшний день золотодобычей на месторождении по традиционной гравитационной схеме промывки занимаются небольшие старательские артели — Полярная, Шахтёр, Арктика.

## Перспективы
У Рывеемского месторождения имеется потенциал дальнейшего развития с применением новых схем золотоизвлечения. Новые залежи россыпей имеются: на бенче — 25 т, «висячие» пласты древних пляжей — 20 т, прибортовые и законтурные целики карьеров и шахтных полей — 10 т, целики — межкамерные, барьерные, подствольные и зачистка плотика — 15 т, недоработки разведанных запасов россыпей (Восточная, Зелёная и др.) — 15 т, техногенные отвалы (гале-эфельные образования и отвалы илов промывочного цикла и вашгердной гали) — 70 т; итого — 155 тонн.
Отработка оставшихся на месторождении ресурсов россыпного золота возможна с помощью многочерпаковой драги в морском исполнении, подобный способ успешно используется в других странах.